# Феноменологическая эстетика
Феноменологическая эстетика (от греч.  phainomenon — являющееся и греч.  logos — учение, от греч.  αἴσθησις — чувство, чувственное восприятие) — направление в эстетике, сложившееся в 1930—1950 годы под воздействием критики трансцендентального идеализма за «субъективизм» и «психологизм» и феноменологии Эдмунда Гуссерля, направленной на возвращение от аналитики субъекта «Назад к самим вещам!». Феноменологическая эстетика ценит в субъекте не активность мышления, а способность созерцания.
Феноменология относится к бытию посредством беспредпосылочного видения, в котором формы созерцания не являются тождественными формам чувственного восприятия. Она не признает возможность постигнуть бытие с помощью чистого разума и отводит главную роль языку: содержание актов «слушания» и «видения» не является невыразимо «субъективным».
Феноменологи обращаются к онтологической проблеме эстетики — явленности бытия сознанию как интенционального предмета в процессе эстетического созерцания. Рассмотрение эстетического феномена как интенционального характерно для философов: М. Хайдеггера, М. Мерло-Понти, Ж. П. Сартра и Э. Левинаса. Их философские взгляды являются своеобразным переходом от феноменологии к экзистенциализму. Первыми непосредственно феноменологическими работами в эстетике являются труды В. Конрада «Эстетический предмет» (1904 г.), М. Гайдера «Введение в феноменологию эстетического вкуса» (1913 г.) и «Введение в эстетику» (1926 г.) и «Основоположения эстетической теории ценностей» (1927 г.) Р.Одебрехта. Ядром феноменологической эстетики выступают концепции Р. Ингардена, Н. Гартмана и М. Дюфренна.

## Роман Ингарден
Польский философ Роман Ингарден (1893—1970 гг.) был учеником Э. Гуссерля. Основные работы по феноменологической эстетике: «Литературное произведение искусства» (1931 г.) и «Исследования по эстетике» (1962 г.). В последней из перечисленных работ философ проанализировал содержание и структуры эстетического феномена в разных видах искусства, опираясь на эпистемологию Гуссерля.

### Многослойная структура произведения искусства
Главный объект изучения Р. Ингардена — многослойная структура произведения искусства, исследование которой является ключевым для феноменологической эстетики. Ингарден обозначает два измерения в структуре литературного произведения: горизонтальное и вертикальное. Горизонтальное соответствует последовательности частей произведения при восприятии, образующих его «многофазовость», что наиболее ярко выражено в объемных произведениях.
Вертикальное измерение применимо ко всем видам искусства и состоит из четырёх слоёв:
1. звучание слова,
2. значение отдельных слов,
3. предмет и содержание — картина мира произведения,
4. вид, в котором зримо предстает предмет изображения.

Первые два слоя связаны с только языковыми (тон, ритм, рифма, мелодичность) и семантическими (легкость, ясность или тяжеловесность, запутанность мысли) характеристиками произведения. К третьему слою относятся изображенные предметы и лица, их различные состояния, связи и взаимоотношения между ними, события и т. д. В четвёртом слое зримо представленных «видов» людей и вещей кроется особенность феноменологического подхода к искусству. Возникновение конкретных «видов» зависит от воспринимающего субъекта и его особенностей. Только слой «видов» не образует непрерывного целого. 
Ингарден Р. Исследования по эстетике. М., 1992. С. 29:

 «Они возникают скорее временами, как бы сверкают в течение одного мгновения и гаснут, когда читатель переходит к следующей фазе произведения. Они актуализируются читателем в процессе чтения. В самом же произведении они пребывают как бы „наготове“, в некоем потенциальном состоянии». 
 Характерная особенность «видов» — их наглядность и зримость. Именно в них заключается художественная ценность произведения.
Так же, структура литературного произведения обладает фактором времени, эстетически активными качествами и идеей. Фактор времени — это «время» событий и психологических состояний героев, которые описаны в произведении. Эстетически активные качества присущи всем слоям произведения и, как правило, проявляются как «гармонические качества», надстраивающиеся над другими особенностями. Например, к метафизическим гармоническим качествам относится и идея произведения.

### Схематичность и конкретизация
Особое место в своей теории Ингарден отводит «схематичности» и «конкретизации». «Схематичность» произведения означает, что все его компоненты не завершены, то есть обладают ограниченным количеством характеристик, но в реальности их бесчисленно много. Данный аспект связан с ограниченными возможностями языка и желанием дать читателю возможность достроить предметы самостоятельно и выделить в них главные эстетически качества — «конкретизировать» в процессе восприятия. Именно в процессе конкретизации, сотворчества, создается эстетическая ценность. Подход Ингардена отражает феноменологическую парадигму: произведение рассматривается как интенциональный предмет (на него направлено внимание сознания), оно не существует вне восприятия, а его бытие обусловлено конституирующей деятельностью сознания.
Феноменология Ингардена — это анализ морфологии искусства как семиотической (смысловой) целостности, где виды искусства обусловлены в большей степени не материалами и техникой, а дифференциацией самого художественного осмысления мира, которая во многом определяется искусством использования слова.
По мнению Ингардена именно Аристотель был первым, кто назвал особенностью художественного творчества созидание квази-действительного, правдоподобного мира — «образа единичного бытия», имеющего и общие, и индивидуализирующие свойства.

## Николай Гартман
Немецкий философ Николай Гартман (1882—1950 гг.) был учеником Германа Когена. В его работах феноменологическая эстетика обрела наиболее полное и систематизированное выражение. Работа «Эстетика» (1953 г.) является продолжением его предыдущих трудов: «Основные черты метафизики познания» (1921 г.), «К основоположению онтологии» (1935 г.), «Этика» (1925 г.) и «Возможность и действительность» (1938 г.), так как он считал возможным анализ эстетики только после рассмотрения онтологии, гносеологии и этики. Гартман развивает многие идеи Ингардена, но выходит за рамки феноменологии под влиянием неотомизма, марбургского неокантианства и других течений. Его целью был выход за пределы трансцендентального идеализма и ведение исследования эстетической проблематики с позиции «новой онтологии».
Основа его эстетической концепции — понятие многослойной структуры, заимствованное у Ингардена. Однако, в отличие от него, Гартман рассматривает структуру и способ бытия эстетического феномена не только в искусстве, но и в природе, связь этого феномена со всем бытием. Следуя основным положениям феноменологии, Гартман считает первым условием эстетического акта не творческую деятельность мышления (как неокантианцы), а созерцание. Эстетическое созерцание отличается от обыденного восприятия тем, что является не только чувственным, но и сверхчувственным. 
История эстетики: Учебное пособие/Отв.ред. В.В.Прозерский, Н.В.Голик. – СПб, 2011. С. 618:

 «Созерцание трансцендирует самое себя, для чего „кантовская сила воображения“, устремляющая эстетическую рефлексию к сверхчувственному миру идей, и является, по Гартману, адекватным выражением». 
Гартман считает, что духовное содержание искусства обуславливается ирреальным миром эстетических идей и ценностей, взятых в Платоновском смысле. Художественный образ — «зримое воплощение того, чего никогда не было и что само по себе невыразимо».
Внимание философа сосредоточено на самом произведении искусства, а проблематику творчества, восприятия и оценки искусства он практически не анализирует. Искусство, по его мнению, относится к сфере духовного бытия, которая включает субъективный дух, объективный дух как общественное сознание и объективированный дух, частью которого являются художественные произведения. Самые «чистые» виды объективированного духа: пластические искусства (особенно живопись) и литература (особенно поэзия), далее — архитектура. Теорию многослойной структуры художественного произведения Гартман разрабатывает по отношению к живописи.

### Реальный и ирреальный планы произведения искусства
Произведении имеет два плана: реальный (или материальный) и ирреальный (или духовный, идеальный). Между ними есть промежуточные слои; их количество связано с видом искусства. Например, в живописном портрете шесть слоев: первый (сами краски на холсте) — реальный, а остальные — ирреальны и составляют задний план картины. В них нет вещественной чувственности, они проявляются благодаря воспринимающему сознанию и являются духовным содержанием.
Гартман наделяет каждый слой произведения своей формой и выстраивает между ними иерархию, определяющую взаимоотношения данных форм, внутренней и внешней форм и общую форму целостного произведения. Сама художественная форма недоступна для анализа, это тайна искусства, постижимая лишь посредством интуиции. Основа эстетического восприятия — нерефлексивное видение сущностей с помощью интуиции — созерцание высшего рода (Гуссерль).
История эстетики: Учебное пособие/ Отв.ред. В.В.Прозерский, Н.В.Голик. – СПб, 2011. С. 622:

 «Гартман переосмыслил эстетическую концепцию марбургского неокантианства в ключе выявления бытийных оснований эстетического феномена: содержание эстетического „чистого“ чувства как фундаментальной формы активности сознания субъекта (Г.Коген) соответствует особому „слою“ или модусу самого бытия — возможному. Оно находится в системной взаимосвязи с другими важнейшими модусами бытия: сущим как предметным содержанием научного „чистого“ мышления и должным как интенции нравственной „чистой“ воли. Эстетика поэтому становится завершающим звеном в системе философии, связуя этику и гносеологию на основе новой трактовки онтологической проблематики». 

## Микель Дюфренн
Французский философ Микель Дюфренн (1910—1995 гг.) — феноменолог, заинтересовавшийся эстетической проблематикой на волне современного ему интереса к методу Э. Гуссерля и осознания философами значимости проблем человека. Он является автором собрания статей «Эстетика и философия» в трех томах (1967, 1976, 1981 гг.), «Поэтическое» (1963 г.), «Феноменология эстетического опыта» (1953 г.), «Опись априори. Поиск первоначала» (1981 г.), «Глаз и ухо» (1991 г.). На русский язык переведена только статья «Кризис искусства». Дюфренн считал, что основополагающее для феноменологии отношение субъект — объект следует расширить, включив в него чувственную характеристику субъекта, а также необходимо уточнить связь человека с «порождающей Природой», венцом творения которой выступает мыслящий, творческий человек.
Главной темой работ философа является эстетический опыт, имеющий две основные формы: творческий процесс художника и эстетическое восприятие зрителя. По мнению Дюфренна, искусство и эстетический опыт — первичный и главный вид человеческой деятельности. Суть искусства — выражать, транслировать обращенный к людям голос Природы. Важнейшая черта объекта искусства — это экспрессия, совпадающая со смыслом эстетического объекта. Она улавливается непосредственно и интуитивно. Сам же эстетический объект существует в своем собственном мире, который самодостаточен и никак не зависит от реальной действительности.

### Проблема доопытного знания
В первой работе «Феноменология эстетического опыта» Дюфренн привносит в феноменологию чувственные трактовки субъекта и его связей с Природой. Он разрабатывает понятие доопытного знания — a priori. Основной своей задачей Дюфренн считал необходимость дополнить и смягчить деление на субъект — активное, интенационное сознание, и объект — пассивное состояние окружающей предметной среды и природы.
Априори позволяют говорить об эстетическом восприятии как о первом контакте с Природой, ещё до какого-либо воздействия на неё или её научного осмысления. Так же, априори помогают обозначить фундаментальные модальности отношений человека и Природы в том виде, в котором они эстетически воспринимаются, удерживаются и усиливаются посредством этих отношений. Анализ априорных элементов в сознании и в объекте позволяет прийти к первоначалу как отсутствию разъединённости субъекта и объекта, подтверждающему их общее происхождение из Природы. Априорные знания бывают субъективными, относящимися к сознанию, и объективными, относящимися к предметам, к миру и открывающиеся сознанию.

### Диалогический характер отношений субъект-объект
Субъект и объект находятся в состоянии диалога. Их отношения динамичны и двухсторонни. 
Дюфренн М. Кризис искусства// Западноевропейская эстетика XX века, М., 1991.С. 74:

 «Мы говорим только потому, что вещи с нами разговаривают: априори в самом широком смысле означает, что они нам говорят, в них самих априори говорит нам, что они называемы, они приглашаю нас к разговору». 
 Априори имеет объективный характер, выраженный в смысле слова.
Субъект априори аффективен, то есть должен быть готов чувственно ответить на объективные априори объекта. Априори аффективности — нечто третье между человеком и миром, они и субъективны, и объективны. Кроме того, существует два вида объективных априори: делаемое и желанное.

### Эстетические ценности
Ценности обуславливают разные формы отношения. Дюфренн считал, что нужно исследовать прекрасное в связях с различными ценностями, четко разделяя при этом прекрасное и полезное. Кроме того, опыт прекрасного не может быть радикально отрезан от приятного.
Эстетическое восприятие у зрителя должно быть творчески активным, так как при создании произведения испытывается большее удовольствие, чем при его созерцании.
Эстетическое восприятие индивидуально, есть вкус и вкусы. Уродливое и безобразное является антиценностью. Однако художник намеренно создал объект безобразным, стремясь отобразить образы без приукрашивания. Безобразное так же является эстетической категорией, как и прекрасное, и противопоставляется ему.

### Кризис искусства
В статье «Кризис искусства» Дюфренн рассматривает проблему непонимания искусства публикой. Он уверен, что современное искусство приглашает зрителя освободиться, играя, и само создание произведения свидетельствует о свободе. Каждый человек имеет творческий потенциал, и искусство помогает ему раскрыться. Заявление о «смерти искусства» преждевременно, его кризис ведет к переменам, но не к смерти. Новая «политизированная» эстетика выявит в искусстве игровые, эмоциональные.